# قصر دیر حویت
قصر دیر حویت (به عربی: قصر دیر حویت) یک روستا در سوریه است که در ناحیه مرکزی مصیاف واقع شده‌است. قصر دیر حویت ۱٬۱۲۱ نفر جمعیت دارد.